# Aprostocetus grahami
Aprostocetus grahami är en stekelart som beskrevs av Kostjukov och Tuzlikova 2002. Aprostocetus grahami ingår i släktet Aprostocetus och familjen finglanssteklar.
Artens utbredningsområde är Moldavien. Inga underarter finns listade i Catalogue of Life.